# مايا مور
مايا مور (بالإنجليزية: Maya Moore) مواليد 11 يونيو 1989 في جفرسون سيتي، هي لاعبة كرة سلة أمريكية. بدأت مسيرتها الاحترافية في سنة 2011. تم اختيارها من قبل فريق مينيسوتا لينكس خلال الدرافت. تلعب مع فريق مينيسوتا لينكس في دوري الاتحاد الوطني لكرة السلة النسائية. وتحمل الرقم 23. يبلغ طولها 6 قدم 0 بوصة (1.8 م). شاركت في دورة الألعاب الأولمبية الصيفية سنة 2012. فازت بلقب دوري المحترفات. لعبت مع مينيسوتا لينكس وروس كاسارس فالنسيا.

## سجل المنافسة
شاركت في المنافسات التالية:
- الألعاب الأولمبية الصيفية 2012
- الألعاب الأولمبية الصيفية 2016
- كأس العالم لكرة السلة للسيدات 2014

## الميداليات
| الميدالية | المسابقة                                 |
| --------- | ---------------------------------------- |
| ذهبية     | الألعاب الأولمبية الصيفية 2012           |
| ذهبية     | الألعاب الأولمبية الصيفية 2016           |
| ذهبية     | بطولة كأس العالم لكرة السلة للسيدات 2010 |
| ذهبية     | كأس العالم لكرة السلة للسيدات 2014       |

## روابط خارجية
- مايا مور على موقع الاتحاد الدولي لكرة السلة (الإنجليزية)
- مايا مور على موقع الاتحاد الوطني لكرة السلة النسائية (الإنجليزية)
- مايا مور على موقع كرة السلة الأوروبية.كوم (الإنجليزية)
- مايا مور على موقع كلية كرة السلة في سبورتس رفرنس.كوم (الإنجليزية)
- مايا مور على موقع ريلجم (الإنجليزية)
- مايا مور على موقع بروبوليرز (الإنجليزية)
- مايا مور على موقع قاعة مشاهير كرة السلة للسيدات (الإنجليزية)
- مايا مور على موقع سبورتس رفرنس (الإنجليزية)
- مايا مور على موقع سبورتس رفرنس (الإنجليزية)
- مايا مور على موقع أوليمبيديا (الإنجليزية)